# Corteconcepción
Corteconcepción – gmina w Hiszpanii, w prowincji Huelva, w Andaluzji, o powierzchni 49,13 km². W 2011 roku gmina liczyła 597 mieszkańców.